# Cicindela scabrosa
Cicindela scabrosa är en skalbaggsart som beskrevs av Schaupp 1884. Cicindela scabrosa ingår i släktet Cicindela och familjen jordlöpare. Inga underarter finns listade i Catalogue of Life.